# Mason-Nunatak
Der Mason-Nunatak ist ein 1,5 km langer Nunatak im südlichen ostantarktischen Viktorialand. Er ragt am nordwestlichen Ende der Meteorite Hills in den Darwin Mountains auf.
Das Advisory Committee on Antarctic Names benannte ihn 2001 nach Brian Mason von der Smithsonian Institution, der die im Rahmen des United States Antarctic Program zwischen 1977 und 1984 gefundenen Meteorite untersucht und klassifiziert hatte.